# In-Young Ahn
In-Young Ahn (en coreà, 안인영) (12 d'agost de 1954) és una científica sud-coreana, coneguda per ser la primera dona de Corea del Sud en visitar l'Antàrtida i la primera dona asiàtica a ser cap d'una base antàrtica (Base Rei Sejong; 세종과학기지). És una ecòloga de la zona bentònica i actualment s'exerceix com a investigadora principal per l'Institut Coreà d'Investigació Polar.

## Educació
Ahn es va graduar de la Universitat Nacional de Seül el 1982 com a biòloga oceanogràfica i es va doctorar en oceanografia costanera a la Universitat Estatal de Nova York a Stony Brook el 1990. Ahn va començar la seva recerca a l'Institut Coreà d'Investigació Polar al juliol de 1991.

## Investigacions
Ahn va estar a càrrec d'un programa de monitoratge ambiental a la Base Rei Sejong entre 1996 i 2011, i va realitzar mesuraments en terreny per obtenir dades necessàries per designar una zona antàrtica especialment protegida (ZAEP # 171) propera a la base coreana. Ahn va actuar com a representant i Punt Nacional de Contacte al comitè de les reunions consultives per al Tractat Antàrtic entre 1997 i 2014, fins que va ser designada a càrrec de la temporada d'hivern. Ahn va ser vicepresidenta de l'Institut Coreà d'Investigació Polar entre maig de 2010 i juny de 2012. També va servir com a vicepresidenta de la Societat Coreana d'Oceanografia entre 2010 i 2011, i a la Federació Coreana d'Associacions Científiques i Tècniques de Dones entre 2014 i 2015. Va ser cap de la 28a expedició sud-coreana (2015) a la Base Rei Sejong, on va ser cap d'estació.
Ahn va investigar l'ecologia béntica de l'Antàrtida, amb especial interès en els invertebrats, així com ecosistemes costaners antàrtics. Va estudia la cloïssa antàrtica (Laternula elliptica), un bivalve marí predominant en el continent antàrtic. La investigació actual d'Ahn inclou estudis de l'impacte dels moviments glacials en les comunitats béntiques properes a la Base Rei Sejong.
Actualment és professora adjunta a la Universitat de Ciència i Tecnologia de Corea, i investigadora principal a l'Institut Polar Coreà, que forma part del Institut de Ciència i Tecnologia Marina.

## Premis i honors
El 2001, el govern sud-coreà li va atorgar una «Medalla al Mèrit en Ciència i Tecnologia» pels seus èxits en la investigació antàrtica. Va rebre també una «Moció d'Honor» del Ministeri de Medi Ambient de Corea del Sud al juny de 2008 per la seva contribució a la designació de la zona antàrtica especialment protegida ZAEP # 171 prop de la Base Rei Sejong. En 2016 va rebre el «Premi del Primer Ministre» en reconeixement del seu paper com a cap de la Base Rei Sejong.